# Анадырская ВЭС
Ана́дырская ВЭС (Чукотская ВЭС № 1) — ветряная электростанция, расположенная на Мысе Обсервации Анадырского района Чукотского автономного округа РФ. Обеспечивает электроэнергией населения поселков Шахтерский, Угольные Копи, аэропорт «Угольный». Установленная электрическая мощность станции на 1 января 2019 года составляла 2,5 МВт, что менее 1 % общей установленной мощности электростанций Чукотского автономного округа. Выработка электрической энергии в 2018 году составила 2,5 млн кВт⋅ч. Параллельно станции установлена дизельная электростанция.

## История строительства и эксплуатации
Решение о строительстве ВЭС было принято администрацией Чукотского АО в 1999 году. Строительство началось в апреле 2001 года. Первый ветроагрегат был поставлен под нагрузку в январе 2002 года, и уже к ноябрю 2002 года строительство было завершено в полном объёме. К моменту завершения работ к ветростанции была проложена кабельная линия электропередачи 35 кВ Угольные Копи — Анадырская ТЭЦ и ветростанция начала работать в единой энергосистеме с Анадырской ТЭЦ.
До 2006 года выработка станции составляла 3 млн кВт⋅ч, в последующие годы из-за отсутствия грамотного обслуживания и опыта эксплуатации подобных установок отпуск электроэнергии существенно снизился.
В 2016 году ветроэлектростанция была передана в концессию ООО «СтройИнвест-Энергия», которое заменило шесть ветроагрегатов на новые Micon 530, а также модернизировало остальные четыре, что позволило значительно увеличить выработку электроэнергии — до 3,5 млн кВт⋅ч в 2018 году.

## Особенности
- Агрегаты ветростанции запускаются при силе ветра от 6 м/с[2].
- Часть узлов ветроустановки использованы от самолёта Ан-24[2].